# Dead Beat
Ira no Ritmo da Morte (nome original: Dead Beat), é um filme estadunidense, lançado em 1995.
Gênero
- Aventura

Oscar
- Não

Distribuidora
- HVC

Tempo
- 94 minutos

Direção
- Adam Dubov

Atores
- Bruce Ramsay
- Natasha Gregson Wagner
- Balthazar Getty
- Meredith Salenger
- Max Perlich
- Sara Gilbert
- Deborah Harry
- Alex Cox

Resumo
Década de 1950, dois amigos, um deles almofadinha com pinta de roqueiro, envolvem-se com garotas e problemas. O filme é um grande "flashback" narrado pelo segundo personagem masculino (Getty, de "Jovem Demais para Morrer") sobre o namoro criminoso de seu amigo com uma filhinha de pai rico. Parece "Kalifornia" e "Assassinos por Natureza", mas em vez de Juliette Lewis, há Natasha Wagner, atriz filha de Robert Wagner. Muitos clichês, alguma violência, vários atores ruins, pontas de Harry (ex-Blondie) e do diretor Alex Cox ("Sid & Nancy"). Co-produzido pelo ator Christophe Lambert.